# Иванов, Александр Иванович (1923—1989)
Алекса́ндр Ива́нович Ивано́в  (1923—1989) — Герой Советского Союза (1945), командир эскадрильи 949-го штурмового авиационного полка 211-й штурмовой авиационной дивизии 3-й воздушной армии 1-го Прибалтийского фронта, старший лейтенант. В 1964 году лишен звания Героя Советского Союза, через 15 лет восстановлен в звании.

## Биография
Родился 9 марта 1923 года в деревне Лисово в семье крестьянина. Русский. Член ВКП(б)/КПСС с 1944 года. Окончив начальную школу, работал и учился в Ленинградском аэроклубе.
В июне 1941 года призван в ряды Красной Армии. В 1942 году окончил Тамбовскую военную авиационную школу пилотов. В боях Великой Отечественной войны с июня 1943 года. Воевал на 1-м Прибалтийском фронте.
К сентябрю 1944 года командир эскадрильи 949-го штурмового авиационного полка старший лейтенант А. И. Иванов совершил 92 боевых вылета на штурмовку живой силы и техники немецко-фашистских войск, нанеся противнику значительный урон.
Старший лейтенант А. И. Иванов 67 раз возглавлял штурмовые группы. В воздушных боях лично сбил два самолёта противника и пять в группе.
Указом Президиума Верховного Совета СССР от 23 февраля 1945 года за образцовое выполнение боевых заданий командования по уничтожению живой силы и техники противника и проявленные при этом мужество и героизм старшему лейтенанту Иванову Александру Ивановичу присвоено звание Героя Советского Союза с вручением ордена Ленина и медали «Золотая Звезда» (№ 4174).
После окончания Великой Отечественной войны продолжал службу в Военно-воздушных силах СССР. В 1951 году окончил среднюю школу. С 1956 года майор А. И. Иванов — в запасе. Жил в Ленинграде, ныне Санкт-Петербург. Работал на механическом заводе.
Указом Президиума Верховного Совета СССР от 17 ноября 1964 года был лишён звания Героя Советского Союза. Восстановлен в звании 19 января 1979 года.
Умер 5 июля 1989 года. Похоронен близ посёлка Ковалёво Всеволожского района Ленинградской области на Ковалёвском кладбище (участок 4).
Награждён орденом Ленина, двумя орденами Красного Знамени, орденом Александра Невского, двумя орденами Отечественной войны 1-й степени, орденом Славы 3-й степени, медалями.